# Hans van Dalsum

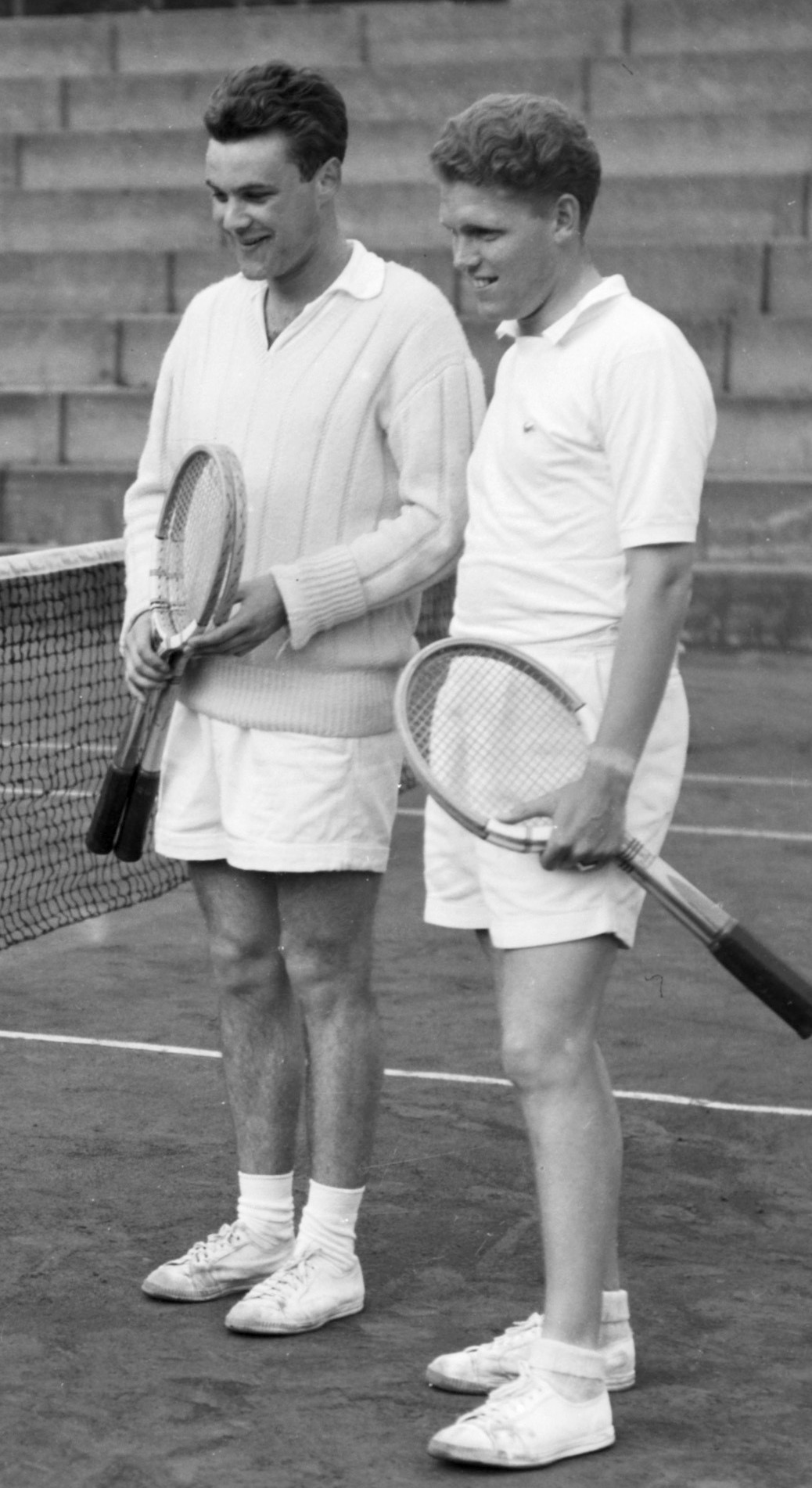
Hans van Dalsum (l.) en Fred Dehnert in 1953

Hans van Dalsum (12 december 1929 - 15 april 2010) was een Nederlands tennisinternational.

## Sportieve carrière
Van Dalsum begon zijn sportieve carrière bij de Haagse voetbalclub Quick, en koos daarna voor tennis bij de eveneens Haagse tennisvereniging HLTC De Metselaars.
Hij speelde in de jaren 1949 - 1960 toernooien in binnen- en buitenland, op Wimbledon en Roland Garros. Hij vertegenwoordigde Nederland in het toernooi om de Davis Cup als speler en aanvoerder. In 1952 werd hij in Bradford hardcourt kampioen van Noord-Engeland.
In Nederland won hij het NK enkelspel in 1954, 1955, 1957 en 1960 en het NK dubbelspel vijfmaal, waarvan vier keer met Fred Dehnert en één keer met Piet van Eijsden. Met het eerste team van De Metselaars werd Van Dalsum voorts zes keer kampioen van Nederland.
In 1967 was Van Dalsum non playing-captain toen De Metselaars kampioen werd van de Hoofdklasse A. later fungeerde hij als bestuurslid. Hij was erelid van De Metselaars.

## Prestatietabel grand slam, enkelspel
| Legenda | Legenda                          |
| ------- | -------------------------------- |
| g.t.    | geen toernooi gehouden           |
| l.c.    | lagere categorie                 |
| –       | niet deelgenomen                 |
| G       | uitgeschakeld in de groepsfase   |
| 1R      | uitgeschakeld in de eerste ronde |
| 2R      | uitgeschakeld in de tweede ronde |
| 3R      | uitgeschakeld in de derde ronde  |
| 4R      | uitgeschakeld in de vierde ronde |
| KF      | uitgeschakeld in de kwartfinale  |
| HF      | uitgeschakeld in de halve finale |
| F       | de finale verloren               |
| W       | het toernooi gewonnen            |
| w-v     | winst/verlies-balans             |

| Toernooi        | 1953 | 1955 | 1956 | 1957 |
| --------------- | ---- | ---- | ---- | ---- |
| Australian Open | –    | –    | –    | –    |
| Roland Garros   | 1R   | –    | –    | –    |
| Wimbledon       | 1R   | 2R   | 1R   | 1R   |
| US Open         | –    | –    | –    | –    |

## Familie
Hans van Dalsum was getrouwd met Wiepke Wernink en had twee kinderen, Birgit (1961) en Hans (1963). Hij overleed op 80-jarige leeftijd.